# Епархия Сантандера
Диоцез Сантандера (лат. Dioecesis Santanderiensis, исп. Diócesis de Santander) — епархия Римско-католической церкви с центром в городе Сантандер, Кантабрия (Испания). Юрисдикция епископа Сантандера распространяется на всю территорию автономного сообщества, за исключением муниципалитета Валье-де-Мена. Епархия Сантандера входит в митрополию Овьедо.

## История
Христианство начало своё распространение на территории Кантабрии ещё со времён римского владычества, хотя и не получило широкого влияния, что было обусловлено малой интеграцией римлян на территории. Ещё в IV веке известно крупное языческое капище на горе Добра, посвящённое языческому богу кельтов Эрудино (упоминание относится к 399 году н. э.). От этого времени сохранилась анаграмма креста, найденная около города Юлиобриги — одного из крупнейших поселений того времени, центра христианской культуры. Сегодня изображение является символом епархии.
После распада Римской империи и ухода её войск из Испании, Кантабрия вновь получила независимость, влияние новой религии уменьшилось. Лишь после завоевания Пиренеев вестготами начинается новый этап, связанный с миссионерской деятельностью отшельников и монахов, среди которых Емилиан Кукуллат и святой Торибио де Паленсия, который считается одним из основателей монастыря Сан-Торибио-де-Льебана. В VIII веке была создана епархия Амайи — ключевого города, являвшегося важнейшей точкой следования на пути из Месеты в Кантабрию.
После арабского завоевания на территорию Северной Испании начинается переселение готской аристократии и духовенства, к IX веку епархия Амайи перестаёт упоминаться в исторических хрониках. Сама территории в церковной юрисдикции была разделена на основанную в 802 году епархию Овьедо — западная часть с Сантандером; епархию Леона — незначительные западные территории около Сан-Мартина-де-Турьено, и две кастильские епархии — Вальпуэста и новосозданную Ока.
Впоследствии епархия Бургоса поглотила кантабрийскую Эко, а также часть Вальпуэсты, став одной из сил по объединению провинции под властью одного из иерархов церкви. После объединения Леона и Кастилии епархия Овьедо уступила право на данную территорию епископу Бургоса (1184).

### Сантандерский епископ
Несмотря на передачу территории Ла-Марины в юрисдикцию епископа Бургоса, в Кантабрии традиционно было сильно влияние аббата Сантандерской церкви Успения Пресвятой Богородицы. Сам город возник из небольшого рыболовецкого поселения на побережье Бискайского залива вокруг монастыря Святых Тел, в котором хранились мощи святых Эметерия и Селедония. Впоследствии, в XII веке город стал епископским поселением (11 июля 1187 года), где аббат был сеньором и господином. По мере увеличения значимости города, территориальной раздробленности провинции возникла необходимость не только в светском, но и духовном единении региона. В результате многих споров 12 декабря 1754 года епархия была создана, хотя и не включала некоторые современные территории. Епархия была создана согласно булле Папы Римского Бенедикта XIV Romanus Pontifex.

## Территория епархии

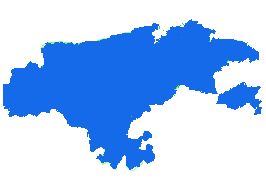
Территория епархии

Территория охватывает всю провинцию Кантабрия, за исключением Валье-де-Вильяверде. В то же время в юрисдикцию входят окрестности Валье-де-Мена.

## Святые-покровители
Покровителем Кантабрии является Пресвятая Дева Мария, вещественным доказательство чего, по мнению католиков, является образ, Ею оставленный, — Дева Мария-де-ла-бьен-Апаресида, который, по преданию, нашли дети пастухов, гулявшие около заброшенного скита Сан-Маркос. В темноте они увидели странный, божественный свет, который указывал на небольшую статуэтку Девы с младенцем. Местные жители устраивали хождение к их святыне каждый год, пока королевская власть не реконструировала скит, который известен сегодня под именем Santuario de Nuestra Señora la Bien Aparecida.
Другими покровителями являются святые Эметерий и Селедоний — два воина, которые служили в римской армии и погибли за отказ отойти от христианской веры. По преданию, их тела перенесли в Сантандер в VIII веке, когда спасали святыни от арабов. Согласно традиции произошло чудо — скалы раздвинулись, образовав Сантандерскую бухту, а тела мучеников навеки упокоились на данной территории.

## Ординарии епархии
| Епископы Сантандера | Епископы Сантандера                    | Епископы Сантандера | Епископы Сантандера | Епископы Сантандера               |
| Nº                  | Имя                                    | Начало служения     | Период окончания    | Примечания                        |
| ------------------- | -------------------------------------- | ------------------- | ------------------- | --------------------------------- |
| 1                   | Франсиско Хавьер де Арриаса            | 24 сентября 1755    | † 18 октября 1761   |                                   |
| 2                   | Франсиско Ласо Сантос де Сан Педро     | 29 марта 1762       | † 14 мая 1783       |                                   |
| 3                   | Рафаэль Томас Менендес де Луарка       | 25 июня 1784        | † 20 июня 1819      |                                   |
| 4                   | Хуан Гомес Дуран                       | 21 февраля 1820     | 27 июля 1829        | Назначен епископом Малаги         |
| 5                   | Фелипе Гонсалес-Абарка, O. de M.       | 28 сентября 1829    | † 12 марта 1842     |                                   |
| 6                   | Мануэль Рамон Ариас Тейхейро де Кастро | 17 января 1848      | 20 июля 1859        |                                   |
| 7                   | Хосе Лопес Греспо                      | 26 сентября 1859    | † 21 марта 1875     |                                   |
| 8                   | Висенте Кальво-и-Валеро                | 5 июля 1875         | 27 марта 1884       | Назначен епископом Кадиса и Сеуты |
| 9                   | Висенте Сантьяго Санчес-и-Кастро       | 27 марта 1884       | † 19 сентября 1920  |                                   |
| 10                  | Хуан Пласа и Гарсиа                    | 16 декабря 1920     | † 10 июля 1927      |                                   |
| 11                  | Хосе Мария Эгино-и-Треку               | 2 октября 1928      | † 7 мая 1961        |                                   |
| 12                  | Эухенио Беитиа Альдасабаль             | 27 января 1962      | 23 января 1965      |                                   |
| 13                  | Висенте Пучоль Монтис                  | 2 июля 1965         | † 8 мая 1967        |                                   |
| 14                  | Хосе-Мария Сирарда Лачиондо            | 22 июля 1968        | 3 декабря 1971      | Назначен епископом Кордовы        |
| 15                  | Хуан Антонио дель Валь Гальо           | 3 декабря 1971      | 23 августа 1991     |                                   |
| 16                  | Хосе Вилаплана Бласко                  | 23 августа 1991     | 17 июля 2006        | Назначен епископом Уэльвы         |
| 17                  | Висенте Хименес Самора                 | 27 июля 2007        | 12 декабря 2014     | Назначен архиепископом Сарагосы   |
| 18                  | Мануэль Санчес Монге                   | 6 мая 2015          |                     |                                   |

## Источник
- Annuario Pontificio, Libreria Editrice Vaticana, Città del Vaticano, 2003,  ISBN 88-209-7422-3